# Ctenardisia speciosa
Ctenardisia speciosa là một loài thực vật có hoa trong họ Anh thảo. Loài này được Ducke mô tả khoa học đầu tiên năm 1930.